# Trichocera schmidi
Trichocera schmidi är en tvåvingeart som beskrevs av Alexander 1959. Trichocera schmidi ingår i släktet Trichocera och familjen vintermyggor. Inga underarter finns listade i Catalogue of Life.